# 斯塔爾希爾鎮區 (阿肯色州華盛頓縣)
斯塔爾希爾鎮區（英語：Starr Hill Township）是位於美國阿肯色州華盛頓縣的一個行政鎮區。

## 地方資料
斯塔爾希爾鎮區的面積為94.65平方千米，當中陸地面積為94.04平方千米，而水域面積為0.61平方千米。根據2010年美國人口普查的數據，當地共有人口1847人，而人口密度為每平方千米19.51人。